# Melanoptilon hypocritaria
Melanoptilon hypocritaria är en fjärilsart som beskrevs av Achille Guenée 1858. Melanoptilon hypocritaria ingår i släktet Melanoptilon och familjen mätare. Inga underarter finns listade i Catalogue of Life.